# Allwinner A1X

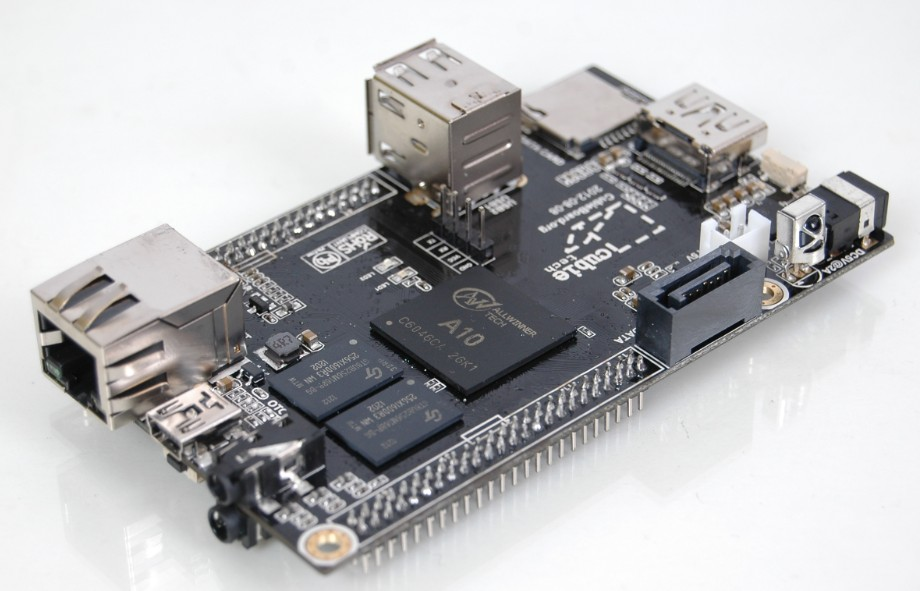
Cubieboard, az Allwinner A10 SoC-t tartalmazó egykártyás számítógépek egyike

Az Allwinner A1X egy a kínai Allwinner Technology gyártott egylapkás rendszer (system-on-a-chip, SoC) család. Ezeket az eszközöket a Linux alatt sunxi néven is ismerik. A család jelenleg a következő eszközökből (csipekből) áll: A10, A13, A10s és az A12. Az egycsipes rendszerek központi processzora egy ARM Cortex-A8 mag és Mali 400-as GPU-t tartalmaznak grafikus vezérlőként.
Az Allwinner A1X sorozatú csipeken alapuló rendszerek képesek különféle GNU/Linux disztribúciók indítására / bootolására SD kártyáról, ilyenek pl. a Debian, Ubuntu, Fedora és egyéb ARM támogatással bíró disztribúciók, az eszközökön általában flashmemóriában installált Android mellett.

## Az A1x jellemzői
CPU
- ARM Cortex-A8 mag

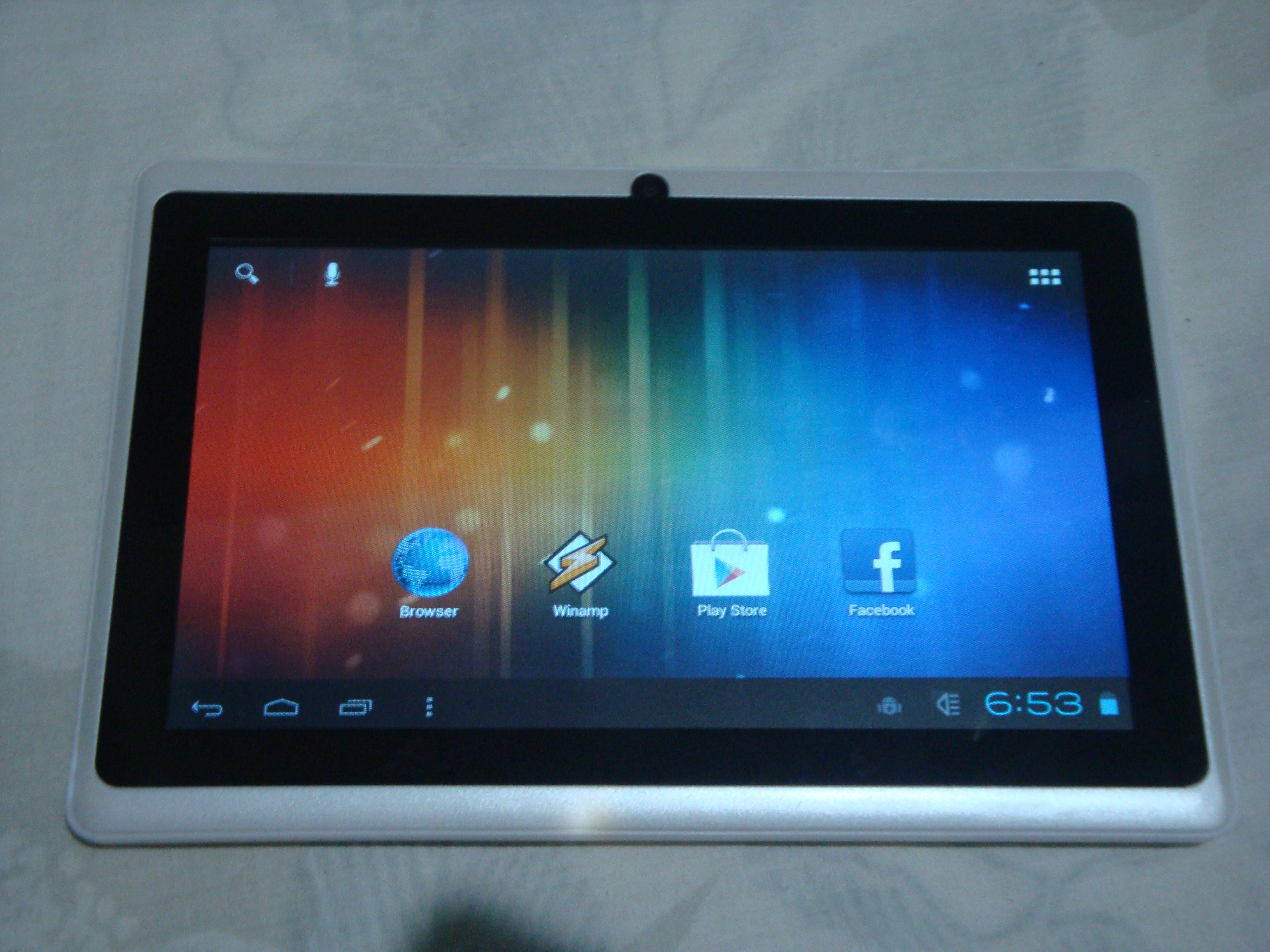
Egy általános tablet Allwinner A13 maggal

- 32 KiB adat- / 32 KiB utasítás-gyorsítótár
- 256 KiB L2 gyorsítótár
- Órajel: 1–1,5 GHz

GPU
- Mali 400 MP mag

Videofeldolgozó egység
- HD video dekódolás (Super HD 2160p/3D film dekódolására is képes)
- A népszerű videoformátumok támogatása: VP8, AVS, H.264 MVC, VC-1, és MPEG-1/2/4
- HD video kódolás (encoding) (H.264 High Profile)
- Támogatja a H.264 formátum kódolását

Digitális feldolgozóegység
- Többcsatornás HD megjelenítők
- Beépített HDMI
- YPbPr, CVBS, VGA
- LCD interfészek: CPU, RGB, LVDS egészen a teljes 1080p HDTV-ig bezárólag

Memória
- DDR2/DDR3 SDRAM, 32 bites
- SLC/MLC/TLC/DDR NAND

Csatlakoztathatóság
- USB 2.0
- CSI, TS
- SD kártya 3.0
- 10/100 Ethernet vezérlő
- CAN bus (csak az A10-nél)[6]
- Beépített SATA 2.0 interfész
- I²C, SPDIF és AC97 audio interfészek
- PS2, SPI , TWI és UART

Háttértárak, boot eszközök
- NAND flashmemória
- SPI NOR flash
- SD kártya
- USB
- SATA

## Megvalósítások
Számos gyártó alkalmazza az Allwinner A1X csipeket Android és Linux operációs rendszereket futtató eszközökben. Az Allwinner A1X változatait tabletekben, set-top-boxokban, PC-on-a-stick minigépekben, beágyazott rendszerekben és egykártyás számítógépekben használják.
Néhány példa:
- PengPod, Linux-alapú 7 és 10-inches tabletek
- Vivaldi Tablet, Allwinner A10-alapú tablet. A projektet Aaron Seigo vezeti, operációs rendszere KDE Plasma Workspaces grafikus környezetet alkalmaz.
- Gooseberry, A10 SoC-n alapuló, a Raspberry Pi-hez hasonló rendszer
- Cubieboard, A10 SoC alapú rendszer

## Linux támogatás
Az Allwinner A1X kernel forráskódja elérhető a github rendszerben, a linux-sunxi kulcsszó alatt. Jelenleg (2013 novemberében) a stabil támogatás a 3.0.x kernelekre korlátozódik.

## Dokumentáció
Az A10s CPU-hoz jelenleg nincs a gyártó által kiadott nyilvánosan elérhető programozási kézikönyv.

## FreeBSD támogatás
Folyamatban van a FreeBSD támogatás fejlesztése a Genesi Efika típusú alaplapjaira. Egyelőre az alaplapi perifériák támogatása hiányos, még nem minden perifériához van működő meghajtóprogram.

## Allwinner A-Series
Az egymagos A1x (A10/A13/A10s/A12) sorozat mellett az Allwinner bejelentett két újabb erőteljes Cortex-A7 maggal szerelt SoC-t, az A10-zel lábkompatibilis kiszerelésű kétmagos Allwinner A20, és a négymagos Allwinner A31 jelű csipeket. Az A20 a szokásos Mali 400 grafikus támogatással rendelkezik, az A31-be viszont már PowerVR grafikus rendszer került. Ezek a csipek szintén az Android 4.2-t támogatják, de az erősebb A31 talán alkalmas a felsőkategóriás Android és a Windows RT futtatására is.

## Fordítás
Ez a szócikk részben vagy egészben  az   Allwinner A1X című angol Wikipédia-szócikk ezen változatának fordításán alapul.  Az eredeti cikk szerkesztőit annak laptörténete sorolja fel. Ez a jelzés csupán a megfogalmazás eredetét és a szerzői jogokat jelzi, nem szolgál a cikkben szereplő információk forrásmegjelöléseként.